# One Dream (canción)
«One Dream» es una canción en coreano, interpretada por la cantante surcoreana BoA. Cuenta con la colaboración de Henry Lau y Key de SHINee. La canción fue utilizada como banda sonora del programa de canto K-pop Star y está incluida en el decimoquinto álbum de estudio, Only One, de BoA.

## Producción y lanzamiento
«One Dream» fue producida por Toby Gad, quien se unió a Paloalto, Marty James y Lyrica Anderson para componerla. La canción fue utilizada como tema final de Kpop Star, un programa de televisión de competencia de canto, donde BoA fue parte del jurado. El 18 de marzo de 2012, la canción fue lanzada digitalmente y llegó al puesto 34 en la lista semanal de Gaon Singles Chart. Así mismo, se incluyó en el decimoquinto álbum de estudio, Only One, de la cantante BoA, que fue lanzado el 22 de julio del mismo año. Luego del lanzamiento, la canción volvió a entrar a las listas musicales, alcanzando el puesto 79 en Gaon. 

## Posicionamiento en listas
«One Dream» alcanzó el puesto 79 en la lista de sencillos de Gaon Chart, y el puesto 51 en la lista K-Pop Hot 100 en Corea del Sur.
| Lista              | Posición |
| ------------------ | -------- |
| Gaon Singles Chart | 34       |
| K-Pop Hot 100      | 76       |